# 国学热

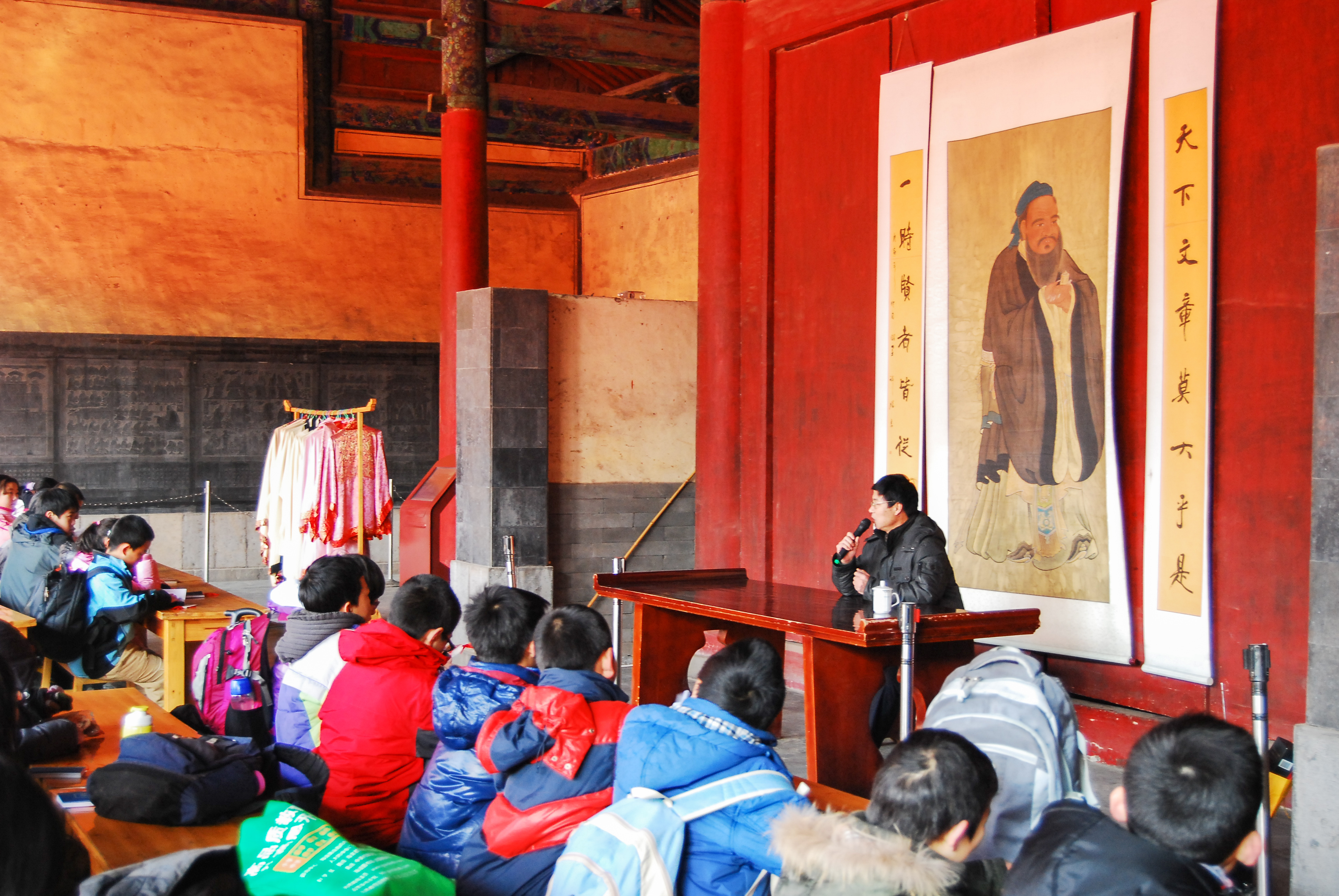
曲阜孔府内的讲经堂

国学热是指20世纪末至21世纪初兴起的国学热潮。

## 背景
文化大革命后，20世纪80年代中期中国大陆出现了反思文革期间的经济萧条及对文化的破坏的80年代文化热。而改革开放后，20世纪90年代中期中国大陆知识分子开始反思改革开放带来的影响，特别是全球化对中国造成的影响；同时，西方知识分子也开始反思现代性，塞繆爾·P·亨廷頓提出“文明冲突将是未来冲突的主导模式”，阿诺尔德·J·汤因比在著作中提出“能够真正挽救二十一世纪的世界，只有中国孔孟学说与大乘佛法。”这些论述挑战了单边主义，促进了文化多样性。
当代中国大陆教育中传统文化教育的缺失也促进了国学热的兴起。英国伦敦大学东方学院的趙毅衡教授评价道：“新保守思潮表征之二是回归传统文化，‘倾听压抑太久遗忘太久的人文主义传统的声音’……从国内出版物的情况看，新国学的确已成为近年学术的中坚，文化关注点的确在转向。”

## 历史
一般国学热可被分为两股，一股是20世纪末的国学热，一股是21世纪初的国学热。
20世纪80年代后期，中国大陆的80年代文化热逐渐演变出反思批判激进主义的文化保守主义。受这一思潮影响，中国大陆学界出现了许多褒扬保守派，贬低改革或革命派的学术文章。
中国政府于1984年设立了中国孔子基金会。

### 引用
1. ↑  李中华 2007，第27頁; 任丽梅 2013，第107-108頁.
2. ↑  李中华 2007，第27頁; 任丽梅 2013，第108頁.
3. ↑  陈卫平 2007，第108頁.
4. ↑  方克立 1996，第30頁.
5. ↑  陈来 2010.
6. ↑  方克立 1996，第32頁; 李中华 2007，第26頁.
7. ↑  方克立 1996，第32頁.
8. ↑  Chen 2011，第23頁.

## 扩展阅读
- 雷頤.  (PDF). 二十一世纪. 2014-02, (总第141期): 4–17  [2023-07-01]. （原始内容存档 (PDF)于2022-06-17）.